# Arvydas Šaltenis
Arvydas Šaltenis (* 18. Oktober 1944 in Klevėnai, Rajongemeinde Anykščiai) ist ein litauischer Maler und Politiker von Vilnius.

## Leben
Nach dem Abitur 1961 an der 2. Mittelschule Utena leistete Šaltenis von 1964 bis 1967 den Sowjetarmeedienst. 1970 absolvierte er das Diplomstudium am Vilniaus dailės institutas (VDA) in Vilnius. 1992 bildete er sich weiter in Paris mit Stipendium des Kultusministeriums Frankreichs. Seit 1975 lehrt er am VDA, ab 1994 war er Rektor, seit 2000 ist er Professor. Derzeit ist er Prorektor für Kunst der VDA.
Von 1995 bis 2011 war Šaltenis Mitglied im Rat der Stadtgemeinde Vilnius.
Šaltenis ist Mitglied der Partei Krikščionių partija.